# Belgica vicus
Der Belgica vicus bei Euskirchen-Billig ist einer der am besten erforschten römischen vici im Rheinland. Er befindet sich an einem Römerstraße Marmagen–Wesseling genannten Abzweig der antiken Fernstraße von Trier nach Köln, der Römerstraße Trier–Köln, und wird nach dem Itinerarium Antonini mit dem dort erwähnten Belgica vicus in Deckung gebracht. Die Römerstraße Marmagen–Wesseling führte vom Siedlungsbezirk des Vicus Marcomagus aus, der unweit des heutigen Marmagens lag, über den Vicus von Billig weiter nach Wesseling. Im Bereich des Vicus wird eine Querung mit einer römischen Lokalstraße nach Zülpich angenommen; außerdem zweigte innerhalb des Vicus Belgica eine Straße ab, die wahrscheinlich nach Bonn führte und der Siedlung ihren dreieckigen Grundriss gab.
Der Vicus von Billig wurde schon in den 80er Jahren des 19. Jahrhunderts von Auf´m Weerth ergraben. Insgesamt konnten bis heute ca. 1/5 der Siedlung archäologisch erfasst werden. Dabei wurden die Grundrisse von 20 Streifenhäusern erfasst. Auffallend ist, dass keines dieser Häuser hypokaustiert gewesen zu sein scheint. Das ist möglicherweise ein Hinweis auf mangelnden Wohlstand in diesem Ort.
Die Fundamentierung des südlichsten Hauses deutet auf einen mehrstöckigen Bau hin. Möglicherweise stand hier ein mansio oder eine Benefiziarier-Station. Funde von Matronenweihesteinen aus der Umgebung des vicus belegen nach Harald von Petrikovits das Vorhandensein einer solchen Benefiziarier-Station.
In einem der Streifenhäuser wurden Reste landwirtschaftlicher Geräte aufgefunden. Vielleicht standen die Bewohner dieses Gebäudes in Zusammenhang mit der Versorgung der villae rusticae in der Umgebung von Billig.
Für den Belgica vicus wird eine Gründung nach dem Bataveraufstand, also nach 69/70 n. Chr., angenommen. Wie bei den anderen rheinländischen vici handelt es sich um eine konzipierte Aufsiedlung durch germanische Ubier, ohne dass eine keltische Vorgängersiedlung nachgewiesen werden konnte. Anders als in anderen niedergermanischen vici wie beispielsweise Jülich (Iuliacum) oder Jünkerath (Icorigium) wurde diese Siedlung in der Spätantike nicht befestigt. Münzfunde sprechen jedoch ebenfalls für eine Belegung bis ins 5. Jahrhundert.
Der Bereich des Belgica vicus ist ein Bodendenkmal nach dem Gesetz zum Schutz und zur Pflege der Denkmäler im Lande Nordrhein-Westfalen (Denkmalschutzgesetz – DSchG). Nachforschungen und gezieltes Sammeln von Funden sind genehmigungspflichtig, Zufallsfunde sind an die Denkmalbehörden zu melden.